# ناحیه انورادهاپورا
ناحیه انورادهاپورا (به لاتین: Anuradhapura District) یک ناحیه در سری‌لانکا است که در استان شمال مرکزی، سری‌لانکا واقع شده‌است.

## خصوصیات
ناحیه انورادهاپورا ۷٬۱۷۹ کیلومترمربع مساحت و ۷۴۵٬۶۹۳ نفر جمعیت دارد.